# Stan Sulzmann
Stan Sulzmann (* 30. November 1948 in London) ist ein britischer Jazzsaxophonist.

## Leben und Wirken
Sulzmann begann als Saxophonist in Bluesbands. 1965 war er Mitglied der ersten Ausgabe des National Youth Jazz Orchestra; dann arbeitete er als Schiffsmusiker auf der Queen Mary. Anschließend studierte er an der Royal Academy of Music. Er spielte in den Bands von John Dankworth, Graham Collier (Down Another Road at Stockholm Jazz Days ’69, 2023) und Michael Gibbs; zugleich war er als Hausmusiker bei Ronnie Scott beschäftigt und trat dort mit Clark Terry, Sonny Rollins, Johnny Griffin und der Kenny Clarke/Francy Boland Big Band auf. 1970 gründete er sein erstes Quartett mit John Taylor, Ron Mathewson und Tony Levin, das mehr als zehn Jahre existierte. 1973 und 1974 war er Mitglied des aus dem Quintett von Alan Skidmore hervorgegangenen John Taylor Sextet. Weiterhin war er an Einspielungen von John Surman/John Warren und von Volker Kriegel beteiligt. Später gehörte er dem Quintett von Kenny Wheeler und Dave Holland an, aber auch Ali Haurands European Jazz Ensemble. Weiterhin arbeitete Sulzmann im Duo mit Mark Copland, im Alleric Saxophone Quartet mit Evan Parker, Julian Argüelles und Ray Warleigh und in seinem Bass Quartet mit zwei Bassisten und Steve Argüelles. Er wirkte an Aufnahmen von Gavin Bryars, Joachim Kühn, Tony Hymas, Chet Baker und der Khan Family mit. 2015 erschien das Duoalbum Stardust mit der Pianistin Nikki Iles, gefolgt von Shadow Painting (2019, mit Nick Smart, Ross Stanley, Tim Giles) und Lush Life (2019, mit Nikki Iles und Dave Holland).